# Aviaarktika
A Aviaarktika foi uma companhia de aviação soviética que começou as operações em 1 de setembro de 1930 e foi absorvida pela Aeroflot em 3 de janeiro de 1960.

## História
Aviaarktika foi a divisão voadora do Departmento de Aviação Polar de Glavsevmorput. Seu primeiro chefe foi Mark Shevelev e originalmente estava baseada em Krasnoyarsk. Mudou-se para Moscou em 1932.
Aviarktika estabeleceu rotas junto a rios e lagos da Sibéria e da Rússia do Norte; no rio Ob com uma base em Omsk, nos rios Irtysh e Yenisei, com uma base em Krasnoyarsk, em Angara próximo ao Lago Baikal em Irkutsk, e em Yakutsk no rio Lena.

## Frota

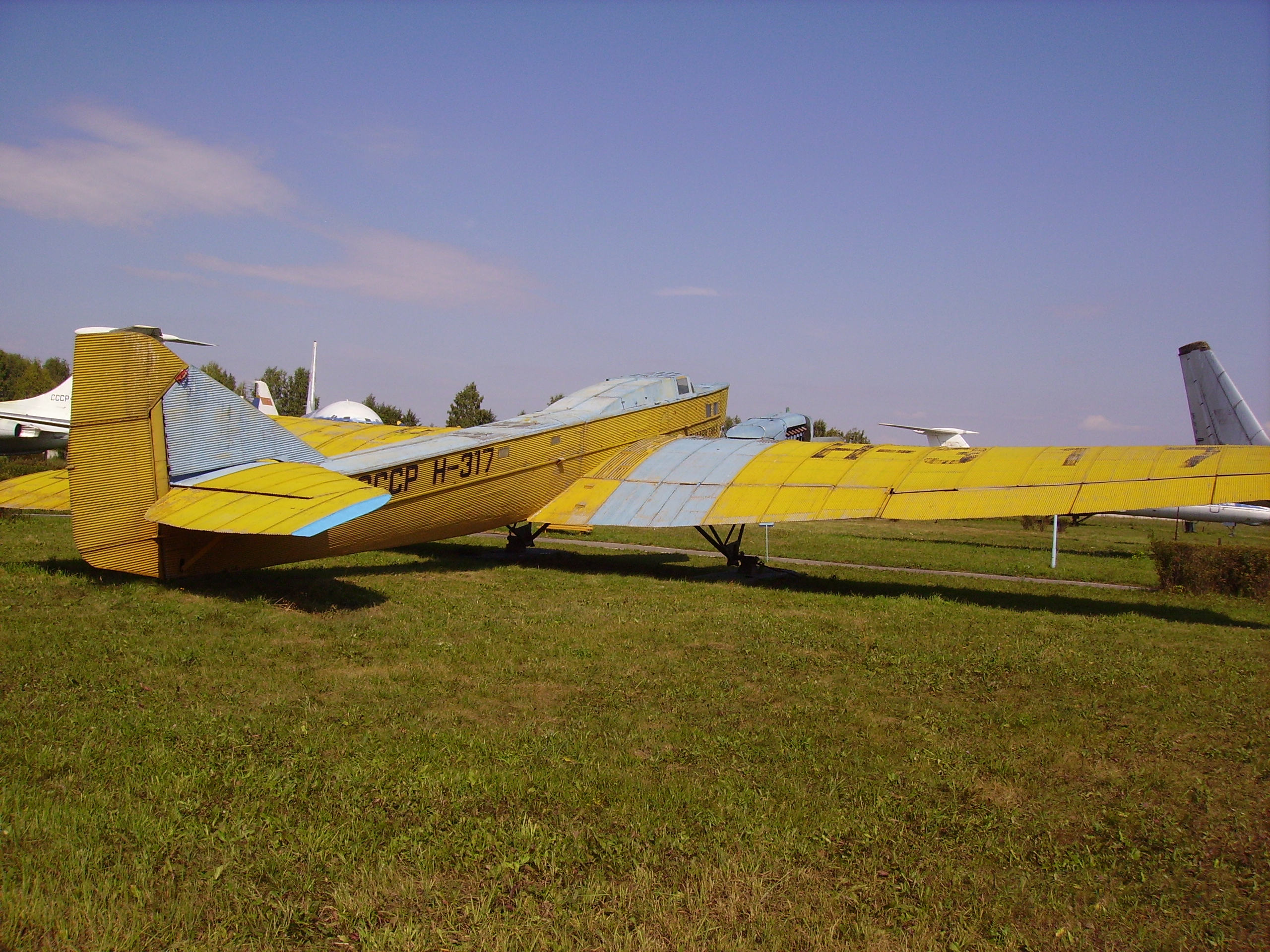
Aviaarktika Tupolev ANT-4 no Museu de Aeronaves Ulyanovsk

Inicialmente a Aviaarktika voava com o hidroavião Junkers F.13 e seis hidroplanos Dornier Wal. Por volta de 1933 havia 42 aeronaves incluindo os modelos Ant-4 e Ant-6.
O AVIAARKTIKA Tupolev ANT-4, CCCP H-317, atualmente localizado no Museu de Aeronaves Ulyanovsk no Aeroporto Ulyanovsk Baratayevka (Central) (UWLL), é o único exemplo sobrevivente do ANT-4. O CCCP H-317 se espatifou em terra na tundra siberiana em 1944, foi recuperado 39 anos mais tarde e restaurado para o museu.